# Fissure sphéno-pétreuse
La fissure sphéno-pétreuse est la suture crânienne entre l'os sphénoïde et la partie pétreuse de l'os temporal.
Elle se situe dans la fosse crânienne moyenne.